# Armando Manzanero
Armando Manzanero Canché est un musicien, acteur, compositeur et producteur de disques mexicain, né le 7 décembre 1934 à Mérida et mort le 28 décembre 2020 à Mexico.
Considéré comme l'un des grands compositeurs de langue espagnole dans l'histoire de la musique, il a écrit plus de quatre cents chansons, dont plus d'une cinquantaine ont acquis une renommée internationalecomme Somos novios ou encore Esta tarde vi llover. Il a été, jusqu'à la date de sa mort, président de la Société des auteurs et compositeurs du Mexique.

## Biographie
Armando Manzanero naît le 7 décembre 1934, au sein d'une famille indigène maya, dans l'État du Yucatan. Il est le fils de Juana Canché et Santiago Manzanero, musicien et l'un des fondateurs de l'orchestre typique de Yucalpetén., sa grand-tante dirigeait une école des Beaux-Arts à Mérida où Manzanero apprend rapidement à jouer de l'accordéon puis du piano à l'âge de huit ans, complétant en 1957 sa formation musicale à Mexico,.
Armando Manzanero a pu imposer un nouveau son sur la scène musicale des années 1960, envahissant de manière romantique la saveur du boléro et en révolutionnant le marché du disque en Amérique latine.
Ses chansons ont été interprétées par Luis Miguel, Chavela Vargas, Frank Sinatra, Christina Aguilera, Julio Iglesias et Raphael, Andrea Bocelli, Elvis Presley, Dionne Warwick, Ray Conniff, Perry Como, Tony Bennett, Shirley Bassey, Plácido Domingo, Mísia, Pablo Milanés, Manoella Torres, Angélica María, Libertad Lamarque, Pedro Vargas, Moncho, Antonio Machín, María Dolores Pradera, Mayte Martín, Lolita Flores, Pasión Vega, Hugo Avendaño, José Alfredo Jiménez, Luis Fonsi, Belinda, Joan Sebastian, Los Baby's, Olga Guillot, Tito Rodríguez, Edith Márquez, K-Paz De La Sierra, La Arrolladora Banda El Limón, Diana Navarro, Myriam, Alejandro Lora, Lucas Arnau, Roberto Carlos, Andrés Calamaro, Vikki Carr, Ana Torroja, Ana Gabriel, Daniela Romo, Laura Pausini, Cristian Castro, Alejandro Fernández, Lucero, Paulina Rubio, Ricardo Montaner, Miguel Bosé, Rocío Dúrcal, Raphael, Elis Regina, Samo, Jesús Navarro, Malú, David Bisbal, Pedro Fernández, Rosa López, Mina Mazzini, José José, Vicente Fernández, Simone, Ignazio Boschetto, El Bronco et Julieta Venegas en duo.
Il a été récipiendaire d'un Grammy Award pour sa carrière artistique, une reconnaissance spéciale avec laquelle de grandes personnalités musicales ont été récompensées, et qui est décerné aux artistes qui ont apporté des contributions exceptionnelles au domaine de la discographie. Il participe à de nombreuses émissions de radio et de télévision, enregistre plus d'une trentaine d'albums et compose de nombreux films.
Il meurt le 28 décembre 2020 à Mexico des suites d’une crise cardiaque, après avoir contracté la Covid-19,.

## Reconnaissance
Manzanero a reçu le prix d’excellence aux 1993 Lo Nuestro Awards. Il a reçu le Latin Grammy Lifetime Achievement Award en 2010, ainsi que le Grammy Lifetime Achievement Award en 2014.
Manzanero a été intronisé au Temple de la renommée de la musique latine en 2000, au Billboard Latin. Musique Hall of Fame en 2003 et au Panthéon des auteurs et compositeurs latins en 2013.

## Discographie
- 1959: Mi Primera Grabación.
- 1967: A mi amor... Con mi amor.
- 1967: Manzanero el Grande.
- 1968: Somos Novios.
- 1968: Armando Manzanero, au piano et à la musique.
- 1969: Para mi siempre amor.

N / A: Que bonito viven los enamorados
- 1976: Lo mejor de Armando Manzanero.
- 1977: fan de ti.
- 1977: Corazón Salvaje.
- 1979: Ternura y Romance.
- 1981: Mi trato contigo.
- 1982: Otra vez romántico.
- 1985: Armando Manzanero.
- 1987: Cariñosamente, Manzanero.
- 1988: Mientras existas tú.
- 1992: Las canciones que quise escribir.
- 1993: Entre amigos.
- 1995: El piano... Manzanero y sus amigos
- 1996: Nada Personal.
- 1997: Intimos (Fort Bebu Silvetti).
- 1998: Manzanero y La Libertad (Ft. Tania Libertad).
- 2001: Duetos.
- 2002: Duetos 2.
- 2002: Lo Mejor de lo Mejor.
- 2005: Lo Esencial.
- 2006: De la à la z (Fort Susana Zabaleta) - DVD.
- 2008: Las mujeres de Manzanero.
- 2009: Amarrados ( Fort Susana Zabaleta).
- 2012: "Armando un Pancho" (Dueto - Francisco Cespedes).
- 2014: "Des Armando a Tania" (Dueto - Tania Libertad).